# Jardí botànic de Vil·la Marco

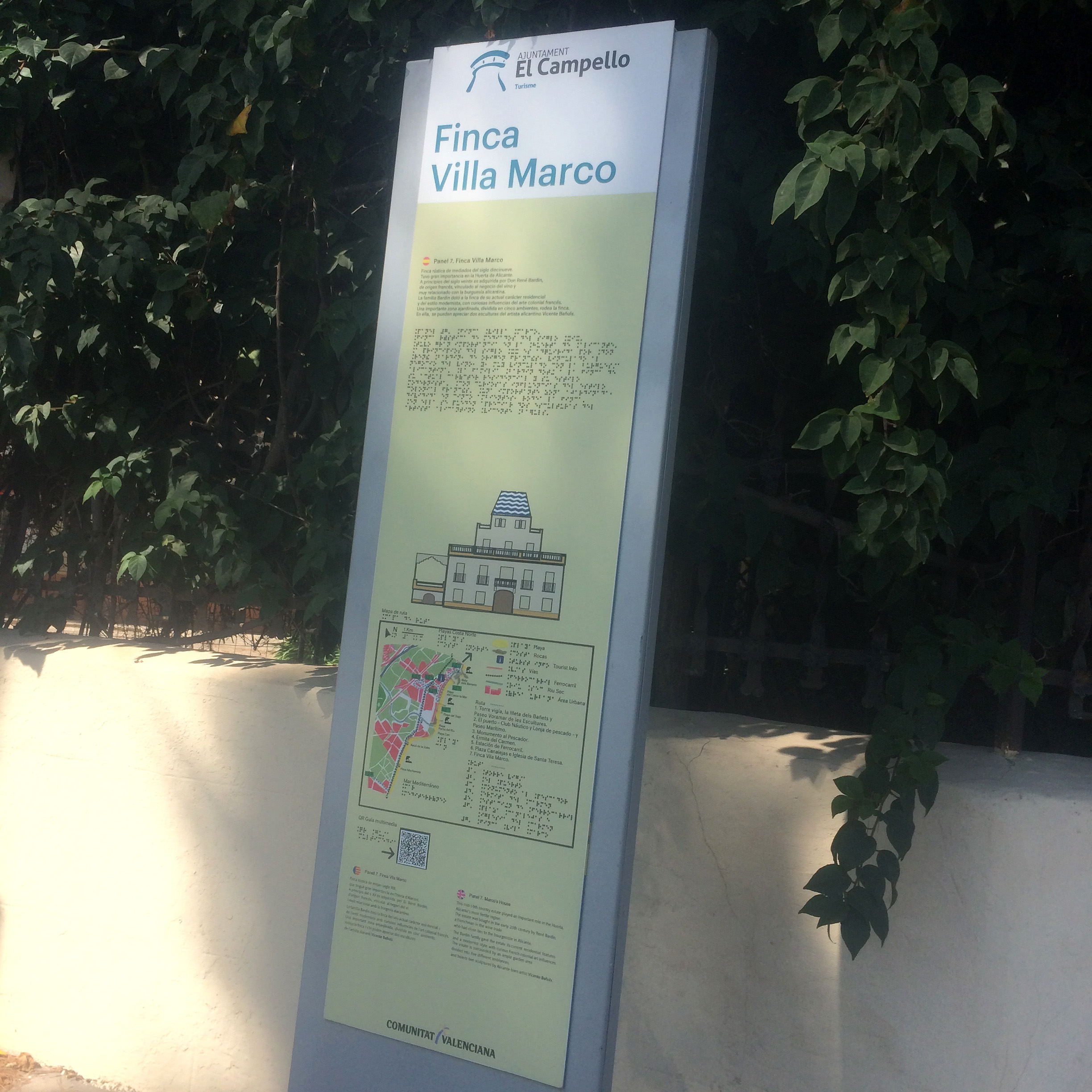
Panell informatiu del Jardí botànic de Vil·la Marco

El Jardí botànic de Vil·la Marco és un jardí botànic d'uns 30 000 metres quadrats gestionat conjuntament per la Universitat d'Alacant i l'Ajuntament del Campello; es troba al municipi del Campello.

## Història

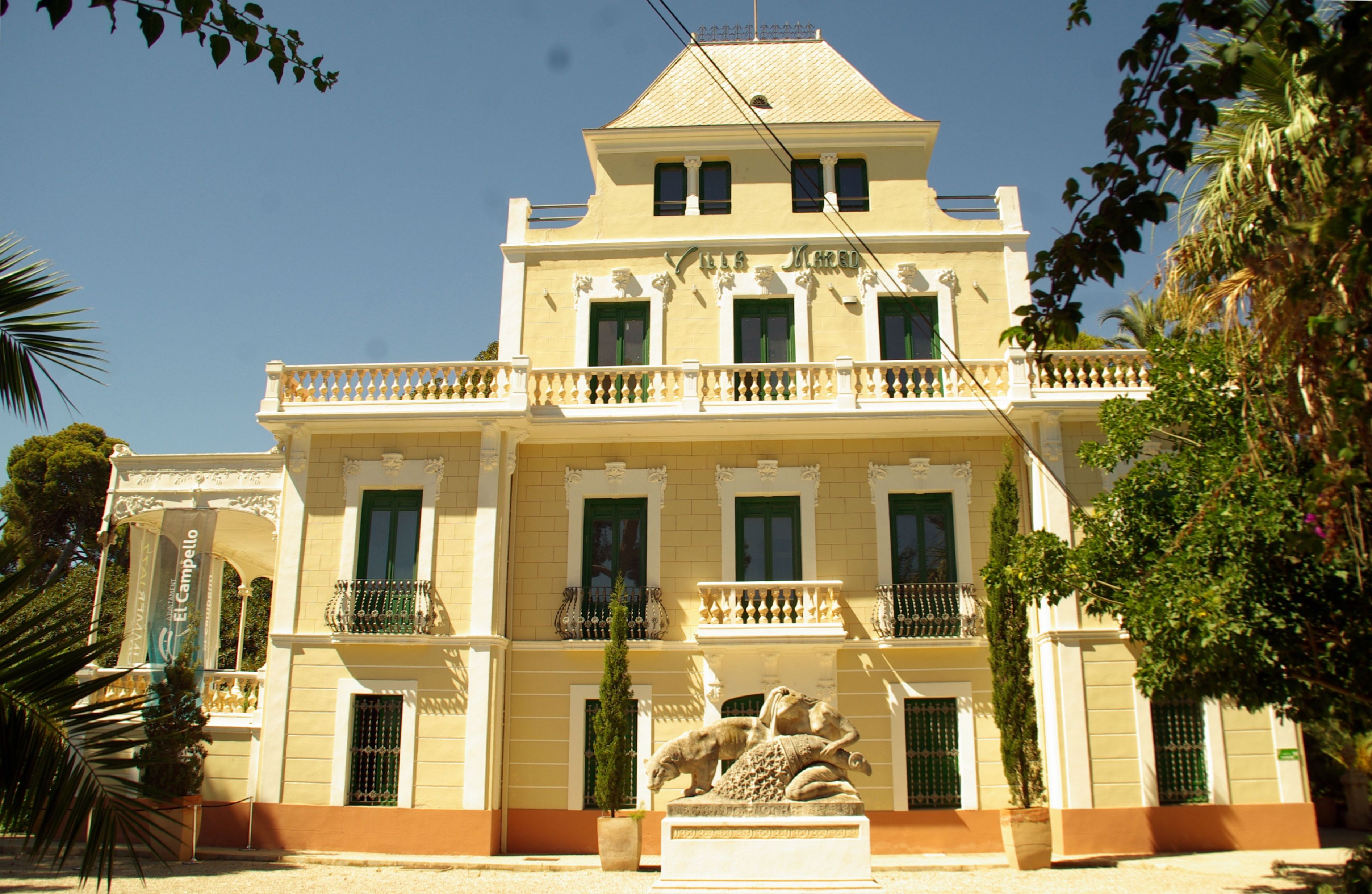
Edifici modernista amb influències franceses de Vil·la Marco

A l'origen era un antic casalici amb torre defensiva. Després, del segle xix, a la finca, s'hi va fer una construcció modernista.
Els seus propietaris més destacats van ser el francès René Bardin i el seu fill Renato Bardín. També va ser propietat del cònsol argentí Barrera. En els últims anys, va pertànyer a la promotora que va desenvolupar el Pla Parcial i que va donar els terrenys, juntament amb la casa, al poble del Campello.
Una vegada va ser propietat de l'ajuntament del Campello, des de principis del 1999, s'hi han realitzat diverses actuacions encaminades a la creació del jardí botànic.

## Col·leccions
El jardí botànic troba dividit en quatre zones:
- El "jardí àrab", que era utilitzat com a horta originàriament.
- El "jardí històric", a la part alta, que és el més proper a la finca i el més ben conservat i on es troben els exemplars arboris de major envergadura.
- El "jardí d'accés", que emmarcava l'entrada de carruatges.
- El "jardí mediterrani", a la part baixa, on s'han fet més esforços en els treballs d'acondicionament, encaminats a conformar les col·leccions de plantes autòctones i introduïdes amb les col·leccions de rocalla, bosc mixt mediterrani, matoll mediterrani, salessis i arenals, rambles i llacunes.[1]

Els jardins alberguen dues escultures del cèlebre artista alacantí Vicente Bañuls, "La Nit" i "La Marsellesa".

## Objectius i activitats
Entre els objectius que es persegueixen amb la creació d'aquest jardí botànic, s'hi troben: 
- Restauració del jardí històric de Vil·la Marco
- Introducció de noves espècies vegetals al jardí
- Creació de noves zones amb espècies de plantes autòctones
- Donar-li utilitat didàctica perquè compleixi funcions de recerca, conservació i educació.

Detalls de Vil·la Marco
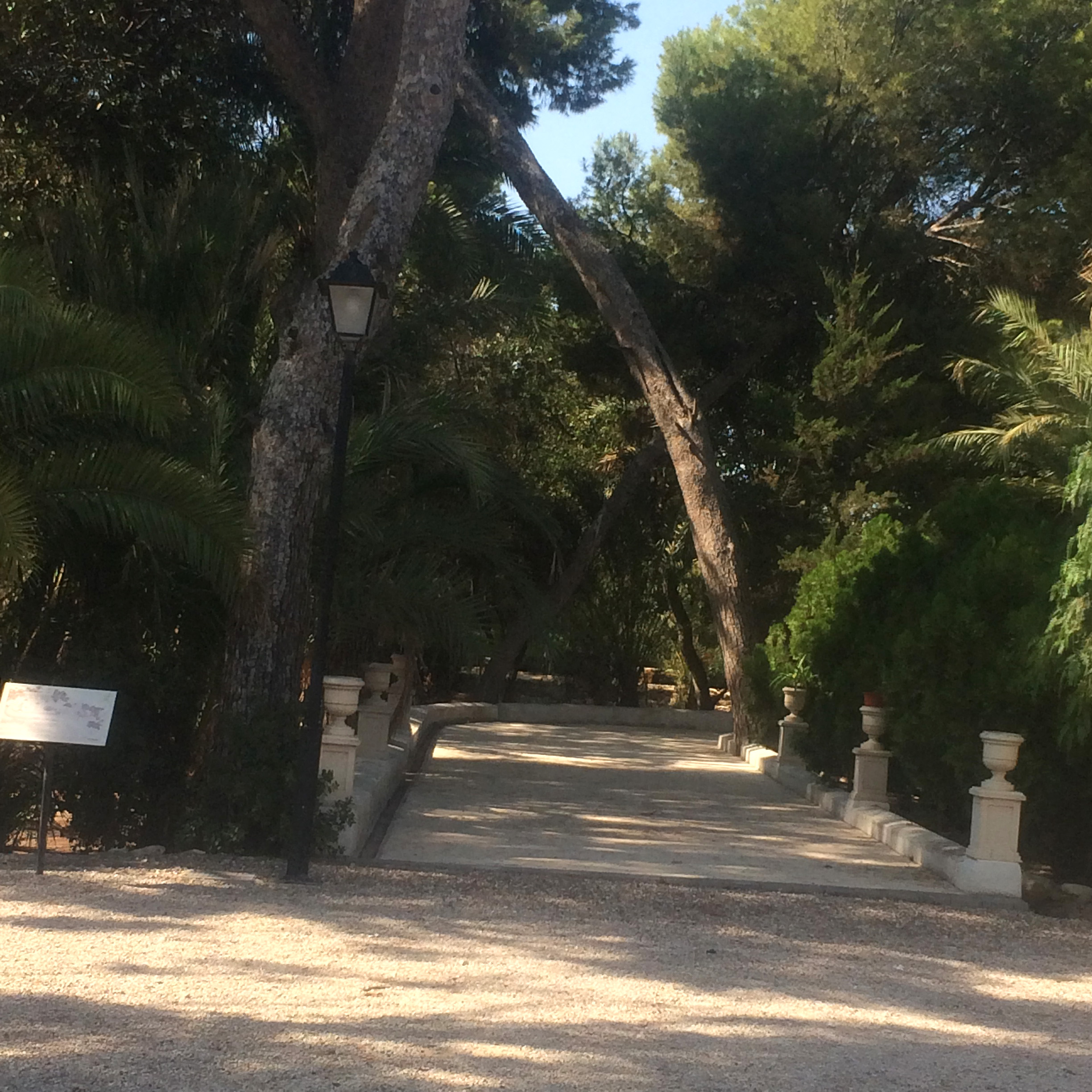
Un dels passejos del jardí botànic de Vil·la Marco
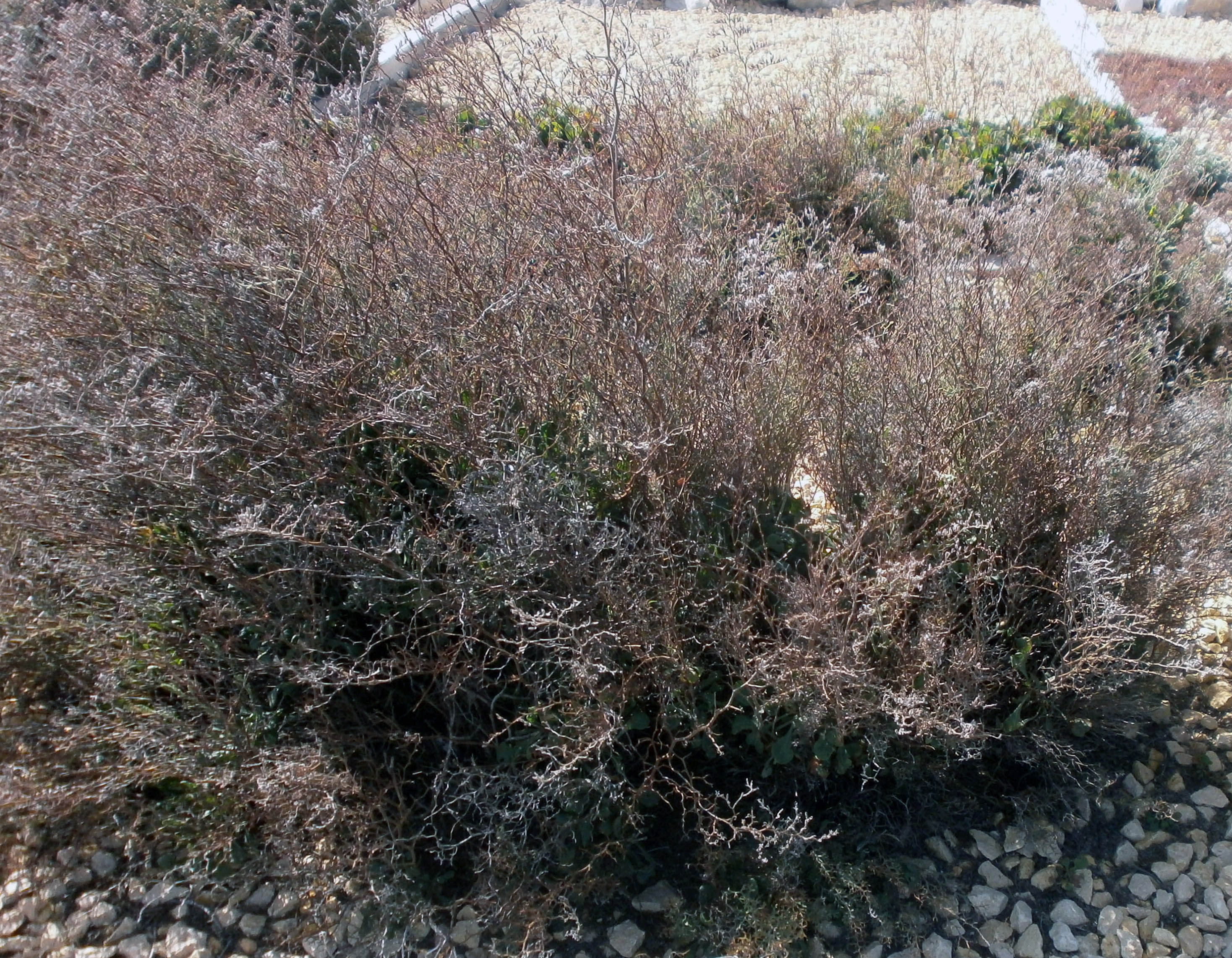
Limonium furfuraceum, al Campello